# Nefritis
La nefritis és una inflamació dels nefrons en el ronyó. Etimològicament prové del grec antic: nephro-, el ronyó, i -itis, inflamació). Les dues causes principals de la nefritis són les infeccions i les malalties autoimmunitàries. Vulgarment se'n diu mal de renyons/ronyons.
El ronyó permet l'eliminació de certs residus tòxics i participa en l'equilibri hidroelèctric i àcid-bàsic. En cas de nefritis les toxines que normalment haurien de ser eliminats s'acumulen a la sang com també altres elements com la urea i la creatinina. Altres elements com les cèl·lules sanguínies i les proteïnes no són retinguts pel filtre sanguini. Així un dels símptomes d'una nefritis és una proteïnúria, és a dir la presència de proteïna en l'orina.
La nefritis a curt o mitjà termini pot provocar una insuficiència renal. La gravetat és funció de l'etiologia (la causa) de la nefritis. En les nefritis autoimmunitàries, el tractament utilitzat són els immunosupressors.

## Tipus
Per la localització de la inflamació
- Glomerulonefritis és la inflamació dels glomèruls.[3]
- Nefritis intersticial o nefritis tubulo-intersticial és la inflamació dels espais entre els túbuls renals.

Per la causa
- Pielonefritis resultat d'infecció del tracte urinari que arriba a la pelvis del ronyó.[4]
- Lupus nefritis inflamació causada per lupus eritematós sistèmic (LES), una malaltia del sistema immunitari.
- Nefritis atlètica resultat d'un exercici extenuant.